# Zhu (Xia-König)
Zhu (chinesisch 杼, auch 予, 宁, 佇 oder 宇, aber laut Sima Zhen "Zhù" gelesen) war der siebte König der halblegendären Xia-Dynastie, der im Jahr Ji Si (己巳) den Thron bestieg und in Yuan (heute Jiyuan) lebte.  Zusammen mit der Herrschaft seines Vaters Shao Kang wurde Zhus Regierungszeit als eine friedliche und wohlhabende Periode in der Geschichte der Xia-Dynastie angesehen.

## Hintergrund
Die Xia-Dynastie (夏朝) ist die erste Dynastie in der traditionellen chinesischen Geschichtsschreibung. Sie wurde von Yu dem Großen gegründet, und sowohl die Existenz der Dynastie als auch die historische Wahrheit ihrer Herrscher sind von höchst unsicherer und umstrittener Natur.
Es herrscht einige Unsicherheit über das korrekte Zeichen für Zhus Namen. Einige Quellen bezeichnen ihn als Yu (予). Gemäß Sima Zhen wird sein Name als "Zhù" ausgesprochen.

## Traditionelle Erzählung
Die vorhandenen Quellen bieten nur begrenzte Informationen über die Herrschaft von Zhu. Er war der Sohn von Shao Kang. Gemäß dem Zuo Zhuan war Shao Kangs Frau – und mutmaßlich die Mutter von Zhu – eine Tochter [zh] von Yu Si [zh], des Häuptlings des nördlichen Stammes und ein Nachkomme der legendären Yu-Dynastie. Shao Kang wurde während einer Zwischenregierungszeit in der Geschichte der Xia-Dynastie geboren, als die Region von dem Usurpator Han Zhuo regiert wurde. Während Shao Kangs Angriff zur Wiederherstellung des Throns beschrieb das Zuo Zhuan, wie Zhu eine "Ablenkungsstreitmacht" im Hintergrund befehligte. Gegen Ende seiner Herrschaft belehnte Shao Kang seinen Sohn Wuyu mit einem Lehensland in der Nähe von Kuaiji. Der Sinologe Wu Kuo-Chen spekuliert, dass eine Rivalität zwischen Wuyu, der unter dem Thronfolger Zhu lebte, "sich möglicherweise zu Streitigkeiten entwickelte, die nur durch diese Regelung beigelegt werden konnten".
Die Bambusannalen liefern nur einen knappen Bericht über Zhus Herrschaft. Er bestieg den Thron im Jahr ji si (己巳) und residierte zunächst in Yuan (原; heute Jiyuan). Nach fünf Jahren verlegte er die Hauptstadt nach Laoqiu (老丘; heute Kaifeng). In seinem achten Regierungsjahr unternahm Zhu eine Strafexpedition ins Ostchinesische Meer und eroberte Gebiete bis nach Sanshou. Während einer Jagd in dieser Zeit tötete Zhu einen neuntailligen Fuchs. Im dreizehnten Jahr verstarb sein Shang-Vasall Ming in He. Er war auch der Erfinder der Rüstung in der chinesischen Geschichte. Zhu selbst starb im siebzehnten Jahr seiner Herrschaft und wurde von seinem Sohn Huai als Herrscher abgelöst.
Die traditionellen Berichte werden in der Regel so interpretiert, dass die Regierungszeiten von Shao Kang und Zhu als eine "Zeit der Einheit und Ruhe" angesehen werden. Inmitten des erneuten Friedens und der Eroberung östlicher Völker wurde Zhus Herrschaft als "die mächtigste und blühendste Periode der Xia-Dynastie" beschrieben. Das Guoyu beschreibt Zhu als jemanden, der dem Beispiel von Yu dem Großen folgte, was "weiterhin darauf hinweist, dass dies in gewisser Hinsicht ein Neuanfang ist".